# Olívia Santana
Maria Olívia Santana (n. Barrio Alto de Ondina, Salvador, 1967) es una política, educadora, y militante del movimiento de mujeres negras brasileña.

## Otras actividades
- Dirigente Nacional del PCdoB (Partido Comunista de Brasil)
- Integrante del Consejo Nacional de Promoción de la Igualdad Racial
- Integrante del Fórum de Mujeres Negras
- Presidenta de la Comisión de Educación, Cultura, Deporte y Recreación de la Cámara Municipal de Salvador
- Exsecretaria de Educación y Cultura de Salvador

Militante histórica de las causas negras, y hasta hace poco, secretaria Municipal de Educación de Salvador, Maria Olívia Santana - “A negona da cidade” - actúa como concejal (PC do B) e integra el Fórum de Mujeres Negras, y el Consejo de Promoción de la Igualdad Racial.  Es hija de una empleada doméstica con un carpintero, naciendo en una familia pobre, en la invasión de Ondina, donde tuvo una infancia de extremas privaciones. Su madre tuvo ocho hijos, mas solo sobrevivieron tres: ella y dos más.
Comenzó a trabajar como limpiadora, a los 14 años, en una Escuela para auxiliar en el presupuesto de la familia. Su historia sufrió el primer gran cambio en 1987, cuando pasó el examen de ingreso en la Universidad Federal de Bahia (UFBA) para estudiar pedagogía, y dejando el empleo de limpiadora del Colegio Universo do Guri, para dedicarse al estudio. Ya graduada, ingresó en el movimiento estudiantil a través de insertarse en el directorio de educación, y también en el Directorio Central de Estudiantes de la UFBA.

## Acciones durante el mandato de concejala[2]
- Dia Municipal de la Intolerancia Religiosa (más tarde se convirtió en ley nacional)
- Medalla Zumbi de Palmares
- Ley Municipal del Libro y de la Cultura de la Lectura

## Algunas publicaciones
- 28 de enero de 2001, Jornal A Tarde. “ A cidade, o voto e o “menino maluquinho”. Análisis sobre la actual situación de Salvador, donde los paupérrimos están al borde de un precipicio en línea (enlace roto disponible en Internet Archive; véase el historial, la primera versión y la última).

- 24 de noviembre de 2010. Salve Zumbi e João Cândido, o mestre sala dos mares en línea

- 16 de noviembre de 2010. Lobato, negros e Mayaras en línea

- 4 de agosto de 2010. Igualdade Racial. Estatuto da Igualdade: lamentar ou seguir em frente? El Presidente Lula sancionó la Ley 12.288/2010, que instituye el Estatuto de Igualdad Racial en línea

- 18 de mayo de 2010. Cultura. A Cidade e a Cultura en línea

- 25 de enero de 2010. Sobrou para a Macumba?[3]